# Сэмунд Мудрый
Сэ́мунд Мудрый Сигфуссон или Семунд Мудрый Сигфуссон (исл. Sæmundr fróði Sigfússon); 1056—1133) — исландский священник, писатель, учёный XII века, предок могущественного рода Людей из Одди.

## Биография
Совершил путешествие по Германии, Франции и Италии, был священником.
В глубокой старости Сэмунд написал историю норвежских королей от Харальда Прекрасноволосого до Магнуса Благородного (1047), но этот труд не дошёл до нас в своей первоначальной форме, следы его использования встречаются в других произведениях, например, в поэме «Nóregs konungatal», посвященной внуку Сэмунда, Йону Лофтсону («Jon Soptsons enconicast», Копенгаген, 1787), в Сагах о древних временах, в «Книге с Плоского острова».
Некоторыми историками Сэмунду приписывается составление «Старшей Эдды», но научного подтверждения этому не найдено. Тем не менее несомненно, что Сэмунд имел большое влияние на введение новой меры веса — норвежская марка (214 грамм) (1097) и христианского законодательства в Исландии (1122—1133).
Сразу же после смерти Сэмунда распространились легенды о его колдовстве, отношениях с дьяволом и т. п.

## Семья
Сэмунд был женат на Гудрун дочери Кольбейна (1054—1133 гг.), внучке Флоси Поджигателя. От этого брака родились четверо детей:
- Лофт (1085—1163)
- Эйольв (1087—1158)
- Лодмунд
- Торей